# Genre masculin (film)
Pour les articles homonymes, voir Genre masculin.
Pour plus de détails, voir Fiche technique et Distribution.
Genre masculin est un film français réalisé par Jean Marbœuf en 1978 et resté inédit en salles.

## Synopsis
Au bar de l'Aventure, bougnat du coin, se raconte, se rencontre le GENRE MASCULIN : cow-boy, Don Juan, Philosophe fonctionnaire, poivrot, croque-mort poivrot, artiste du dimanche... jusqu'au jour où la femme...

## Fiche technique
- Titre : Genre masculin
- Réalisation : Jean Marbœuf
- Première assistante réal. : Chantal Picault
- Scénariste : Jean Marbœuf
- Photographie : Ken Legargeant
- Montage : Anne-France Lebrun
- Musique : Jean-Pierre Doering
- Pays d'origine :  France
- Format :
- Genre : Comédie dramatique
- Durée : 72 min
- Date de sortie : 1977

## Distribution
- Michel Galabru : Pierre
- Jean-Pierre Darras : Adolphe
- Jean-Marc Thibault : Alain
- Patrick Laval : François
- Michel Vitold : M. Jacquot
- Judith Magre : Mme Jacquot

## Distinctions
Le film fait partie de la sélection de la section Perspectives du Cinéma Français au Festival de Cannes 1978